# 아람 문자
아람 문자(Aramaic alphabet)는 한 때 중동의 국제어였던 아람어의 문자이다. 페니키아 문자와 밀접한 관계가 있다. 알라무에서 유래된 형용사나 부사가 아람어나 아람 문자를 의미하게 되었다.
가나안 사람들이 고대 이집트의 신성 문자에서 '시나이 문자'를 만들어 냈다면, 아람인들은 아람 문자를 만들어 내었다. 아람어와 아람 문자는 근동지방 전역에서 링구아 프랑카(국제혼성어)로 쓰였다.
아람 문자는 현존하는 대부분 중동계 문자의 조상이다. 아람 문자에서 히브리 문자와 시리아 문자 등이 파생되었다. 사산 왕조 시기의 중세 페르시아어(팔라비어)를 적는 팔라비 문자 역시 아람 문자에 파생되었다.
또한 아랍 문자는 나바테아 문자에서 파생된 것으로 추정되는데, 이 문자는 아람 문자에 기원을 두는 것이다.

## 문자
| 페니키아 문자 | 이름    | 자형 | 히브리 문자 | 시리아 문자 | 나바테아 문자 | 아랍 문자 | 음가          |
| ------------- | ------- | ---- | ----------- | ----------- | ------------- | --------- | ------------- |
| Aleph         | Ālaph   |      | א           |             |               | أ         | ʔ/; /aː/, /eː |
| Beth          | Bēth    |      | ב           |             |               | ب         | b/, /v        |
| Gimel         | Gāmal   |      | ג           |             |               | ج         | ɡ/, /ɣ        |
| Daleth        | Dālath  |      | ד           |             |               | د,ذ       | d/, /ð        |
| He            | Hē      |      | ה           |             |               | ﻫ         | h             |
| Waw           | Waw     |      | ו           |             |               | و         | w/; /oː/, /uː |
| Zayin         | Zain    |      | ז           |             |               | ز         | z             |
| Heth          | Ḥēth    |      | ח           |             |               | خ,ح       | ħ             |
| Teth          | Ṭēth    |      | ט           |             |               | ط         | tˤ            |
| Yodh          | Yudh    |      | י           |             |               | ي         | j/; /iː/, /eː |
| Kaph          | Kāph    |      | כ ך         |             |               | ك         | k/, /x        |
| Lamedh        | Lāmadh  |      | ל           |             |               | ل         | l             |
| Mem           | Mim     |      | מ ם         |             |               | م         | m             |
| Nun           | Nun     |      | נ ן         |             |               | ن         | n             |
| Samekh        | Semkath |      | ס           |             |               | س         | s             |
| Ayin          | ‘Ē      |      | ע           |             |               | غ,ع       | ʕ             |
| Pe            | Pē      |      | פ ף         |             |               | ف         | p/, /f        |
| Sade          | Ṣādhē   | ,    | צ ץ         |             |               | ص         | sˤ            |
| Qoph          | Qoph    |      | ק           |             |               | ق         | q             |
| Res           | Rēsh    |      | ר           |             |               | ر         | r             |
| Sin           | Shin    |      | ש           |             |               | ش         | ʃ             |
| Taw           | Tau     |      | ת           |             |               | ت,ث       | t/, /θ        |

## 아람 문자에서 파생된 문자
아람어는 아케메네스 왕조의 공용어이며, 아케메네스 왕조의 계승자를 자처했던 파르티아도 아람어를 채용했다. 따라서 매우 많은 언어들이 아람 문자와 아람 문자에서 유래하는 문자 체계를 사용하게 되었다.
셈 족들의 언어에도 사용되어 이후 아람 문자는 히브리 문자, 팔미라 문자, 나바테아 문자, 만다 문자, 시리아 문자, 아랍 문자 등으로 변형되었다.
이란어군의 언어 표기에도 아람 문자나 이후 파생된 시리아 문자 계통의 팔라비 문자, 아베스타 문자, 소그드 문자가 사용되었다. 소그드 문자에서 위구르 문자, 몽골 문자, 만주 문자가 파생되었다. 또한 돌궐 문자도 아람 문자 계통일 가능성이 높다.
인도의 카로슈티 문자는 아람 문자의 계통이지만, 아부기다로 변화하고 있다. 브라흐미 문자에 대해서도 아람 문자 유래설이있다.

## 같이 보기
- 시리아 문자